# Исмаил, Эдна Адан
Эдна Адан Исмаил (сомал. Edna Aadan Ismaaciil; род. 8 сентября 1937, Харгейса, Британское Сомали) — сомалийская медсестра-акушерка, активистка и первая женщина-министр иностранных дел Сомалиленда с 2003 по 2006 год. Ранее она занимала пост министра благосостояния семьи и социального развития Сомалиленда.
Директор и основатель родильного дома Эдны Адан в Харгейсе,  активистка и пионер в борьбе за отмену калечащих операций на женских половых органах, а также президент Организации жертв пыток.
Была замужем за Мохамедом Хаджи Ибрагимом Эгалом, который был премьер-министром государства Сомалиленд за пять дней до обретения подопечной территорией Сомали независимости.

## Биография

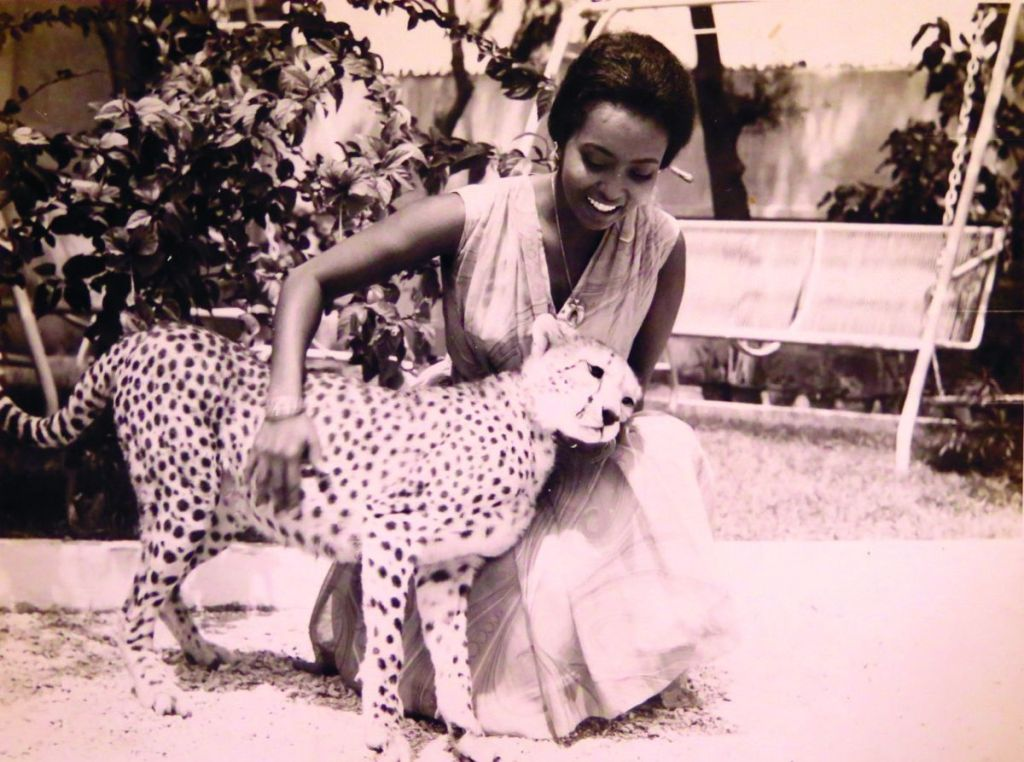
Эдна Адан Исмаил со своим домашним гепардом в 1968 году.

Эдна Адан родилась в Харгейсе, Британский Сомалиленд, 8 сентября 1937 года в семье известного сомалийского врача. Была одной из пяти детей, рожденных её матерью, двое из них умерли во время родов. В то время девочки не получали образования в Сомалиленде, но ее отец нанял репетитора для местных мальчиков, и она научилась читать и писать с ними. Позже она пошла в школу в Джибути, где ее тетя была учительницей.  Когда ей было восемь лет, она подверглась КОЖПО. Его устроили мать и бабушка, когда отец был в командировке. После его возвращения, он был в ярости.
Желая уберечь других женщин от той же травмы, что и она, Исмаил выучилась на медсестру и акушерку в Соединённом Королевстве в Политехническом институте Боро, ныне Лондонском университете Саут-Бэнк. Позже она вышла замуж за Мухаммада Хаджи Ибрагима Эгала, сомалийского политика, избранного премьер-министром Сомали в 1967 году.
Считается, что она была «первой сомалийской девушкой», которая училась в Великобритании, первой квалифицированной медсестрой-акушеркой в Сомалиленде и первой сомалийской женщиной, которая будет водить машину.

## Работа в больнице

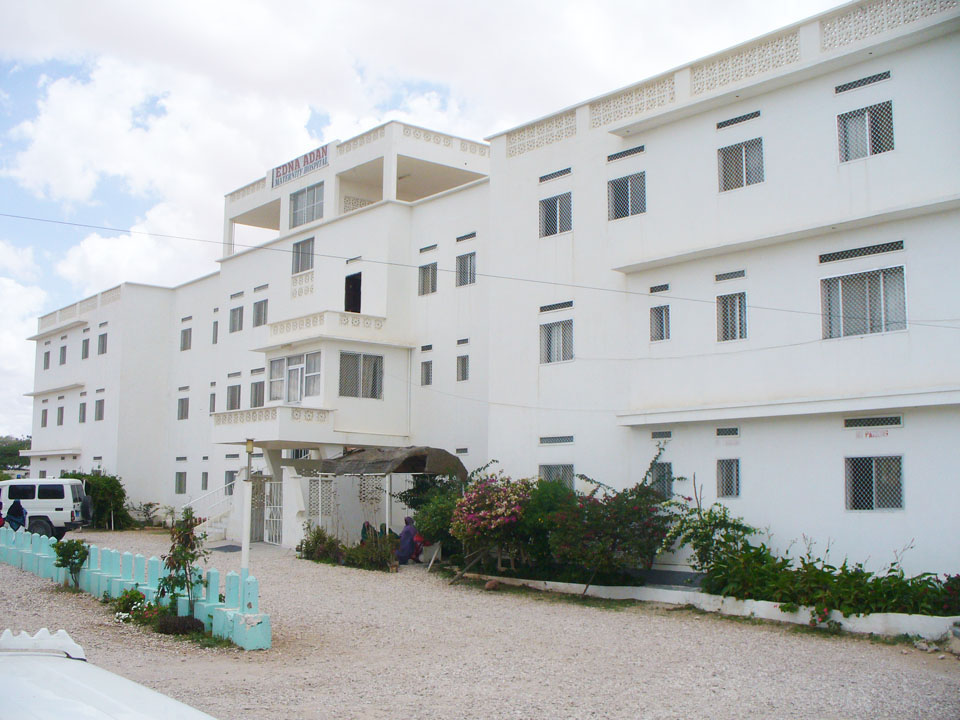
Родильный дом Эдны Адан, Харгейса

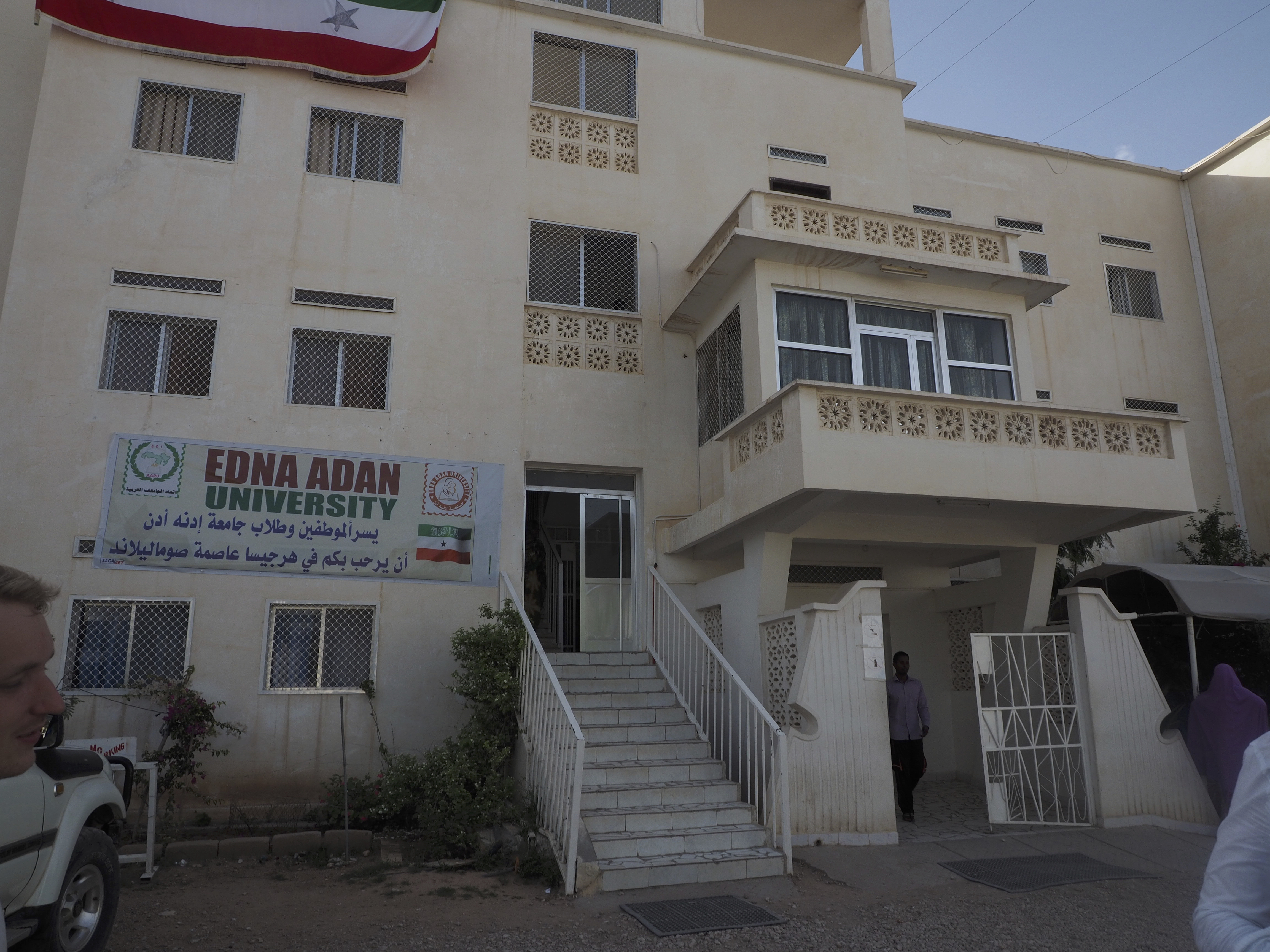
Университет Эдны Адан, Харгейса

В 1980 году Эдна Адан начала строительство больницы в столице Сомалиленда Харгейсе, но была вынуждена покинуть страну из-за начала гражданской войны в Сомали в 1981 году.
Позже она вернулась в Сомалиленд и построила с нуля родильный дом, который работает до сих пор. Родильный дом Эдны Адан официально открылся 9 марта 2002 года на территории, подарённой ей региональным правительством, которое раньше использовалось как свалка. В регионе не хватало обученных медсестер для укомплектования больницы  — поскольку большинство из них либо бежали из страны, либо были убиты во время гражданской войны — поэтому Эдна набрала более 30 кандидатов и начала их обучение в 2000 году, когда больница еще строилась. В настоящее время в больнице есть две операционные, лаборатория, библиотека, компьютерный центр и целое крыло, предназначенное для обучения медсестер и акушерок. на 2018 год   в больнице было 200 сотрудников и 1500 студентов.
Цель больницы Эдна Адан — помочь улучшить здоровье местных жителей, в частности, высокий уровень материнской и младенческой смертности. Учреждение представляет собой некоммерческую благотворительную организацию и учебную акушерскую больницу, в которой также проводится обучение студентов-медсестер и помощников лаборантов.

## Волонтёрство
Работа Эдны Адан поддерживается благотворительными организациями в Соединенном Королевстве и Соединенных Штатах, которые помогают ей повышать поддержку и осведомленность для обучения дополнительных акушерок и борьбы с женского обрезания в Сомалиленде. 

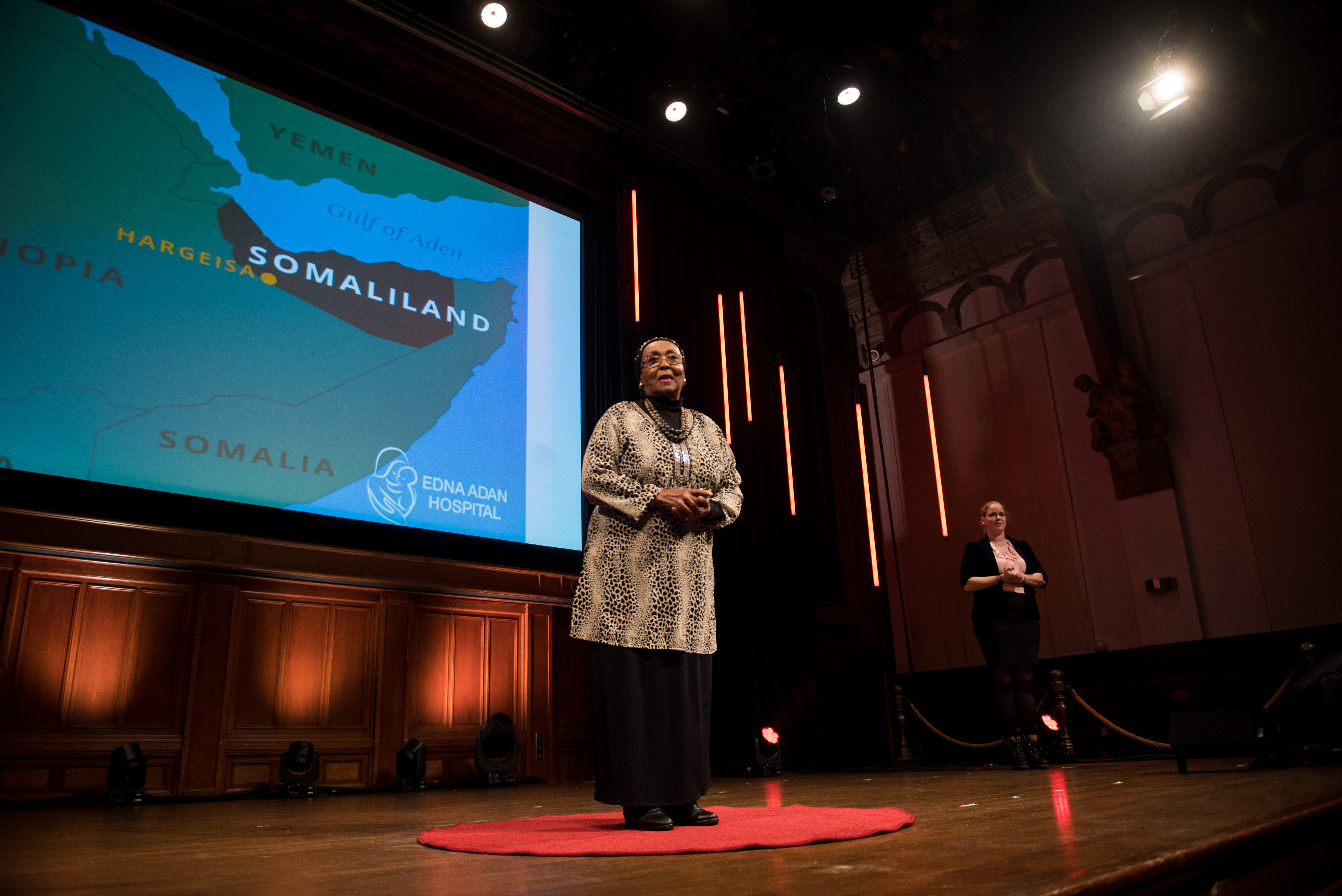
Эдна Адан на TEDxAmsterdam 2019